# Aulo Terenzio Varrone Murena
Aulo Terenzio Varrone Murena (... – 23 a.C.) è stato un generale e politico romano.
Era figlio naturale di Aulo Terenzio Varrone, e fratello adottivo di Lucio Licinio Varrone Murena. Sua sorella, Terenzia, sposò il potente Gaio Mecenate, consigliere e amico di Augusto. 
Nel 54 a.C. ricoprì il tribunato della plebe e a settembre pose il veto alla lex de tacito iudicio, che proponeva di avviare dei procedimenti giudiziari privati nei confronti dei quattro candidati al consolato, Memmio, Domizio Calvino, Scauro e Messalla, tutti quanti coinvolti in uno scandalo di corruzione.
Nel 25 a.C. Aulo guidò per ordine di Augusto una spedizione militare contro i Salassi, tribù ubicata nell'odierna Valle d'Aosta, che aveva creato dei problemi ai Romani nella zona del passo del Gran San Bernando, che aveva un'importanza strategica fondamentale. I Salassi furono sconfitti e, secondo Strabone, venduti in massa come schiavi, mentre Cassio Dione minimizza il numero di coloro che furono ridotti in schiavitù. Nel 24 a.C. Murena fondò la colonia di Augusta Praetoria Salassorum (Aosta) nel cuore del territorio dei Salassi. Designato console insieme ad Augusto per il 23 a.C., Varrone sembra aver abdicato poco dopo l'ingresso al consolato, morendo poco dopo. Al suo posto subentrò Gneo Calpurnio Pisone. Poco dopo la morte di Aulo, il fratello adottivo Lucio Licinio Varrone Murena fu accusato di aver cospirato insieme a Fannio Cepione contro Augusto.